# 飯田英男
飯田 英男（いいだ ひでお、1938年11月15日 - ）は、日本の検察官、弁護士。札幌高等検察庁検事長や、福岡高等検察庁検事長を経て、定年退官後、関東学院大学教授、りそなホールディングス取締役、日本無線取締役等を歴任した。瑞宝重光章受章。

## 来歴・人物
中央大学法学部卒業後、1965年札幌地方検察庁検事。1994年和歌山地方検察庁検事正。1995年大阪高等検察庁次席検事。1996年神戸地方検察庁検事正。1997年大阪地方検察庁検事正。1999年札幌高等検察庁検事長。2001年福岡高等検察庁検事長。同年定年退官、東京弁護士会弁護士登録。2002年奥野総合法律事務所入所、エコス監査役。2003年関東学院大学法学部教授。2004年文化シヤッター監査役。2006年りそなホールディングス取締役。2009年瑞宝重光章受章。2015年日本無線取締役。

## 著書
- 『医療過誤に関する研究』法曹会 1974年
- 『刑事医療過誤』（山口一誠と共著）判例タイムズ社 2001年
- 『刑事医療過誤II』判例タイムズ社 2006年
- 『刑事医療過誤III』信山社 2012年